# Iole (mitologia)
Iole (in greco antico: Ἰόλη?, Iólē) è un personaggio della mitologia greca. Fu una principessa d'Ecalia.
Nel Palazzo Ducale di Urbino è rappresentata una statua raffigurante Eracle e Iole vicini ad un caminetto.

## Genealogia
Figlia di Eurito e di Antiope (chiamata anche Antioche), sposò Illo e divenne madre di Cleodeo e delle figlie Evecme, Aristecme e Illi.

## Mitologia

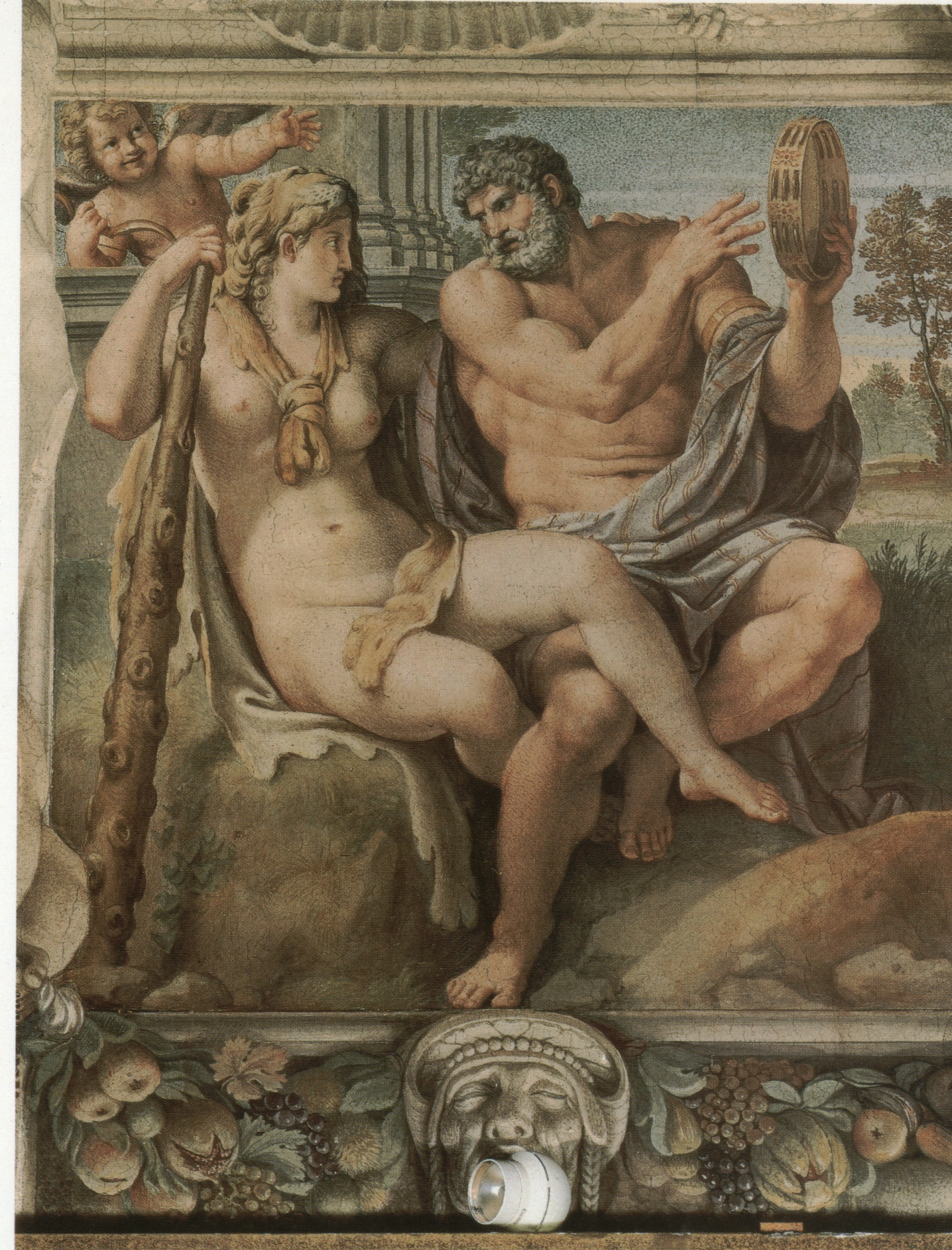
Eracle e Iole, di Annibale Carracci 1597

### L'amore di Eracle
Bellissima donna, fu promessa in sposa a chiunque avesse battuto il padre ed i suoi fratelli in una gara di tiro con l'arco e nessuno all'infuori di Eracle (Ercole) fu in grado di batterli, così Eurito (consapevole del fatto che Eracle in precedenza aveva già riservato un triste destino all'ex moglie Megara) chiuse la gara e gli negò la mano di Iole.
In seguito, per sfuggire al saccheggio della città messo in atto da Eracle deciso a vendicarsi, Iole si gettò dalle mura e nel volo il vestito le si aprì come un paracadute permettendole di non sfracellarsi a terra, ma finì per essere catturata e posta nelle mani di Eracle che la tenne come concubina.

Per questo gesto però, Eracle fu avvelenato dalla moglie Deianira e lui, come sua ultima volontà, ordinò al figlio maggiore (Illo) di sposarla.

### Eracle in balia di Iole
Ovidio racconta che durante la prigionia, Iole ebbe il controllo su Eracle poiché lo costrinse a vestire abiti femminili mentre lei vestiva i suoi (la pelle di leone e la mazza) e che lui così vestito si vantava delle sue azioni eroiche.
Questa versione mostra la vendetta di Iole verso Eracle reo di averle ucciso il padre.